# Alcalá (estación)
La estación sencilla Alcalá - Colegio Santo Tomás Dominicos hace parte del sistema de transporte masivo de Bogotá, TransMilenio, el cual fue inaugurado en el año 2000.

## Ubicación
La estación está ubicada en el norte de la ciudad, más específicamente en la Autopista Norte entre calles 134A y 137. Se accede a ella a través de puentes peatonales ubicados sobre estas vías. Era la única estación de la troncal AutoNorte en poseer accesos por ambos extremos hasta la construcción del puente peatonal por el costado sur de la estación Calle 100 - Marketmedios.
Atiende la demanda de los barrios San José del Prado, Los Cedros, Spring y sus alrededores.
En las cercanías están la Tienda de Cerámica Corona Autonorte 138, el gimnasio Bodytech Autopista 145, el eje comercial de la Avenida Carrera 19 y el Parque Alcalá (ubicado en el costado oriental de la estación sobre la autopista), el cual le da nombre.

## Origen del nombre
La estación recibe su nombre del parque Alcalá-Nueva Autopista del costado oriental, y del conjunto residencial Alcalá localizado en el costado occidental de la estación. Sin embargo, en el marco del plan que tiene la empresa TransMilenio para buscar aliados comerciales, al nombre de la estación se le añadió el texto «Colegio Santo Tomás Dominicos».

## Historia
A comienzos del año 2001, después de ser inaugurado el Portal Usme, se puso en funcionamiento la troncal de la Autopista Norte incluyendo la estación Alcalá. Meses después fue inaugurado el Portal Norte.
Esta estación cuenta con uno de los denominados Puntos de Encuentro, en el que se puede encontrar un cicloparqueadero, servicio de baños y cafetería.
El 17 de agosto de 2011, un articulado se estrelló contra uno de sus vagones, donde 3 personas resultaron heridas y daños materiales en la estación.
Desde septiembre de 2011 la estación estuvo en obra, en la cual se añadieron tres vagones (puntos de parada) con intercambio, un nuevo puente peatonal sobre la calle 134A y un retorno operacional. Por ello, no estuvieron habilitadas las paradas en el sentido sur-norte, lo cual hacía a los usuarios desplazarse hasta la estación de la Calle 146 para devolverse. La obra fue entregada el 30 de septiembre de 2012.
En la noche del 9 de abril de 2013, se registraron los ataques contra esta estación del sistema. En esa ocasión fueron destruidas, a punta de pistolas de balines, las estaciones Calle 100, Calle 106, Prado, Alcalá, Calle 142, Calle 146, Mazurén, Calle 161, Calle 187, y Terminal con Autopista Norte, donde dejaron $22 millones de pesos en perdidas.

## Servicios de la estación

### Servicios troncales
| Tipo                                                         | Rutas al Norte | Rutas al Sur |
| ------------------------------------------------------------ | -------------- | ------------ |
| Ruta fácil                                                   | 8              | 8            |
| Expresos todos los días todo el día                          | B10 B18 B72    | D10 H72 L18  |
| Expresos lunes a sábado todo el día                          | B16            | K16          |
| Expresos lunes a sábado hora pico de la mañana y de la tarde | B46            | G46          |
| Expresos lunes a viernes hora pico de la mañana              |                | J70          |
| Rutas que finalizan el recorrido en la estación              |                |              |
| Expresos lunes a sábado todo el día                          | B23            |              |
| Expresos lunes a sábado hora pico de la mañana               | B26            |              |
| Rutas que inician el recorrido en la estación                |                |              |
| Expresos lunes a viernes todo el día                         |                | K23          |
| Expresos lunes a sábado hora pico de la tarde                |                | F26          |

### Esquema
| ← Norte   |            |           |         |            |
| Calle 137 | 8B10B16B72 | B23B26    | B18B46  | Calle 134A |
| Puente    | Vagón 3    | Vagón 2   | Vagón 1 | Puente     |
| Calle 137 | D10K16K23  | F26H72J70 | 8G46L18 | Calle 134A |
| Sur →     |            |           |         |            |

### Servicios urbanos
Así mismo funcionan las siguientes rutas urbanas del SITP en los costados externos a la estación, circulando por los carriles de tráfico mixto sobre la Autopista Norte, con posibilidad de trasbordo usando la tarjeta TuLlave:
| Código | Sector            | Dirección           | Rutas            |
| ------ | ----------------- | ------------------- | ---------------- |
| 636A01 | B Parque Alcalá   | Auto Norte - CL 136 | 19-1             |
| 320A02 | C Estación Alcalá | Auto Norte - CL 136 | 19-2B118C100 T53 |

## Ubicación geográfica
| Noroeste: Suba          | Norte: B Calle 142 | Nordeste: Usaquén |
| Oeste: C Suba Av.Boyacá |                    | Este: Usaquén     |
| Suroeste: Suba          | Sur: B Prado       | Sureste: Usaquén  |